# Cormòns
Cormòns – miejscowość i gmina we Włoszech, w regionie Friuli-Wenecja Julijska, w prowincji Gorycja.
Według danych na rok 2004 gminę zamieszkiwały 7473 osoby, 219,8 os./km².